# 共謀共同正犯
共謀共同正犯（きょうぼうきょうどうせいはん）とは、共同実行の意思の形成過程にのみ参加し、共同実行には参加しなかった形態の共同正犯をいう。

## 学説
そもそも、共同実行の意思の形成過程にのみ参加し、共同実行には参加しなかった者（共謀共同正犯）も「共同して犯罪を実行した」といえるのかについて議論がある。学説の多くは、実行に関与しなかった者は教唆犯ないしは従犯にすぎないとして共謀共同正犯に批判的であったが、判例は一貫して共謀者も共同正犯として処罰してきた。判例では旧刑法時代から、この観念を認めており、当初は恐喝や詐欺罪などに限っていたが、後に殺人・強盗などすべての犯罪に適用するに至った。
「行為」を「共同」していない、すなわち自らの手を汚していない者についても共同正犯の成立を認める点につき、個人責任原理の無視、ドイツ型理論からの逸脱、現行刑法の立法趣意の無視などを指摘する批判的な学説は多かった。これらのドイツ流の形式的犯罪論に立脚する学説は、60条の文言を限定的に解し、主に草野豹一郎以降、判例により共謀共同正犯概念が創出されてから今に至るまで、これを批判し続けている。
しかし、日本の「犯罪計画の中心的立案者を首と為す」という思想、すなわち犯罪の中心人物（主犯）こそが正犯であるという実務の考え方を修正するには至らなかった。「最早、修正を迫る合理的・現実的理由が無い」との見解を持つ者も少なくない。また、ドイツにおいても、もはや形式的犯罪論は通説とは言い得ない。共同正犯の分野において言えば、正犯概念を形式的に限界付ける形式的客観説は支持を失い、行為支配論が圧倒的通説となっている。団藤重光、平野龍一に代表されるように、日本の学説上も共謀共同正犯を肯定した上で、その成立範囲を適切なものにしようとする見解が通説といえよう。
また、暴力団の親分・子分の関係のように、犯罪計画の首謀者は計画を立てて指示はするが、犯行には参加しない場合も多く、かくの如き者を「従たる者」である教唆で割り切ることは刑法に対する社会的な要請との齟齬を生じさせるといえよう。実際、法定刑の上では共同正犯でも教唆犯でも扱いには変更はないが（刑法60条、61条）、裁判実務上の量刑感覚においては従たる立場である教唆犯より正犯である共同正犯の方が重くなるのが通例であるといわれる。
共謀共同正犯との対比から、共同実行を行った共同正犯類型を、実行共同正犯と呼ぶことがある。

### 共謀共同正犯の成立要件
共謀共同正犯の成立要件については、以下の3要件を立てる説が有力である。
1. 共同の意思ないし正犯意思：「共同の意思」を主唱するのは大谷實、「正犯意思」を主唱するのは前田雅英である。
2. 共謀の事実
3. 共謀に基づく実行行為があること

## 判例
- 練馬事件（最高裁1958年（昭和33年）5月28日大法廷判決）
  - 共謀共同正犯が成立するためには、2人以上の者が、特定の犯罪を行うため、共同意思の下に一体となって互に他人の行為を利用し、各自の意思を実行に移すことを内容とする謀議をなし、よって犯罪を実行した事実が認められなければならない。
  - 他人の行為をいわば自己の手段として犯罪を行ったという意味において、その間刑責の成立に差異が生じると解すべき理由はない。

この練馬事件に発する判例理論は次のように整理できる。
まず、共同正犯の成立要件は次のとおりである。
1. 共謀
2. 共謀に基づく実行行為

そして、一部の者しか実行行為に出なかった場合が共謀共同正犯であり、その成否には共謀の成否が決定的に重要となる。
ここでいう共謀の内容は、1) 犯罪を共同して遂行する合意（これのみを「共謀」と呼ぶ用語法もある。）と、2) 正犯意思（自己の犯罪として行う意思）に分けることが可能である。謀議行為は特に1の認定のための重要な間接事実ではあるが、必ずしもその認定が必要なわけではない。1に関しては、犯罪事実の相互認識だとか意思の連絡といった表現もなされるが、これらの関係は必ずしも明らかではない。狭義の共犯との区別のために特に重要なのは2である（したがって、正犯と共犯の区別における判例の立場は主観説であると評されることが多い）が、その間接事実としては、実行行為者との関係、動機、意欲、具体的加担行為ないし役割、犯跡隠蔽行為、分け前分与その他の事情が考慮されており、結論において実質的客観説との違いはないとも言われる。なお、近時は正犯意思という言葉（ないしそれに類する言葉）を使わずに説明する裁判例も登場しており、今後の動向が注目される。
- 連続企業爆破事件（三菱重工爆破事件ほか）- 確定的殺意または未必的殺意により、共謀共同正犯として有罪の認定を受けた。

- スワット事件（最高裁第一小法廷2003年（平成15年）5月1日決定[5]）- 共謀には黙示的意思連絡があれば足りると認めた。
- ドラム缶不法投棄事件（最高裁第三小法廷2007年（平成19年）11月14日決定[6]）- 未必の故意による共謀共同正犯を認めた。

## 改正刑法草案
1974年（昭和49年）5月29日、法制審議会総会で決定された改正刑法草案は、その27条2項に共謀共同正犯を定める。なお、改正刑法草案は、様々な批判にさらされたため、立法化には至っていない。
- （共同正犯）
  - 第27条　二人以上共同して犯罪を実行した者は、みな正犯とする。
  - 2　二人以上で犯罪の実行を謀議し、共謀者の或る者が共同の意思に基づいてこれを実行したときは、他の共謀者もまた正犯とする。